# Ōtomo Yoshimune
Ōtomo Yoshimune est un nom japonais traditionnel ; le nom de famille (ou le nom d'école), Ōtomo, précède donc le prénom (ou le nom d'artiste) Yoshimune.
Ōtomo Yoshimune (大友義統, 1558-2 septembre 1610) est un daimyō japonais de la période Sengoku, héritier d'Otomo Sōrin à la tête du clan Ōtomo et de la province de Bungo. Sa mère, Ōtomo-Nata Jezebel (en), aussi connue sous le nom de « dame Nata » est une farouche opposante à l'arrivée du christianisme sur Kyūshū, malgré le fait que son mari se soit lui-même converti.

## Biographie

La province de Bungo, fief historique du clan Clan Ōtomo.

### Guerres pour la domination de Kyūshū
Né en 1558, Yoshimune est le fils d'Otomo Sōrin, un seigneur très proche des missionnaires chrétiens comme saint François Xavier. Son clan, celui des Ōtomo, est en lutte permanente avec les clans Shimazu et Ryūzōji pour la domination de Kyūshū, l'île la plus méridionale du Japon, dans le contexte de lutte seigneuriales permanentes qui caractérise la période Sengoku. 
Yoshimune succède (officiellement seulement) à son père Sōrin en 1576 et autorise une campagne militaire contre le clan Shimazu de la province de Hyūga. Après la défaite de l'armée Ōtomo lors de la bataille de Mimigawa (1578), Yoshimune est confronté à une fronde parmi ses vassaux. Profitant de la mort de Ryūzōji Takanobu aux mains des Shimazu, Yoshimune envoie une armée sur le territoire du clan Ryūzōji, sans toutefois obtenir le succès espéré. Après cette autre défaite, les dissensions continuent au sein du clan. Le gouvernement du clan Ōtomo, partagé entre Yoshimune, seul maître officiel, et son père Sōrin, qui continue à jouer un rôle malgré sa retraite, ne fait qu'exacerber les tensions entre vassaux.
À partir de 1579, Ōtomo Yoshimune commence à tisser des liens avec Oda Nobunaga, qui est alors en position dominante au Japon.
En 1580, les tensions au sein du clan Ōtomo aboutissent à la révolte de Tabaru Chikatsura (ja) et Takita Shōtetsu (ja), issus de branches mineures mais influentes de la famille, qui s'allient à Akizuki Tanezane. Yoshimune réussit à réprimer la rébellion, en basant ses troupes à Funai.
Dans les années 1580, la lutte avec les clans Shimazu et Ryūzōji s'intensifie, ce qui entraîne des pertes territoriale pour Ōtomo Yoshimune dans les provinces de Satsuma et de Higo. L'invasion en 1586 de la province de Bungo, le fief historique des Ōtomo, par Shimazu Yoshihisa marque l'apogée de la confrontation pour Kyūshū, ainsi que le déclenchement de la guerre d'Hōsatsu (ja). En réponse, Toyotomi Hideyoshi, le nouvel homme fort du Japon, envoie en soutien à Yoshimune un corps expéditionnaire à Funai sous les ordres de Chōsokabe Motochika et de Sengoku Hidehisa. Le conflit entre les daimyō de Kyūshū est réglé par la force lors de la campagne des troupes d'Hideyoshi, qui écrasent les clans Shimazu et Akizuki. Yoshimune perd cependant en prestige en raison de sa participation à la défaite de Hetsugi-gawa.

### Vassal d'Hideyoshi
À la suite de la pacification de Kyūshū par Hideyoshi, Ōtomo Yoshimune est confirmé à la tête de sa province de Bungo et est alors à la tête d'un patrimoine de 370 000 kokus. Toujours en 1587, sur la forte recommandation de Kuroda Yoshitaka (le daimyō de la province voisine de Buzen), Yoshimune, ainsi que sa femme et ses enfants, est baptisé dans la religion chrétienne et adopte le nom de Constantin.  Deux mois plus tard cependant, sur un ordre émis par Hideyoshi qui interdit le christianisme, il abjure.
Dans les années suivantes, Yoshimune sert fidèlement Toyotomi Hideyoshi, ce qui lui permet notamment de devenir chambellan, puis conseiller. Lors de la campagne de Corée, en 1592, il commande 6000 hommes et participe avec Kuroda Nagamasa au siège de Gimhae. Deux ans plus tôt, il avait déjà pris part au siège d'Odawara.
Apprenant qu'une force chinoise considérable se déplace dans la région de Pyongyang, Yoshimune ignore la demande d'aide de Konishi Yukinaga et retire même ses troupes de la campagne, un événement qui provoque la colère de Hideyoshi. En réponse, Hideyoshi confisque toutes les terres du clan Ōtomo et emprisonne Yoshimune. Il lui faut attendre la prise du pouvoir par Toyotomi Hideyoshi pour qu'il soit libéré. Il s'installe alors dans le château d'Osaka en tant que serviteur de Toyotomi.

### Campagne de Sekigahara
Lors de la campagne qui oppose Toyotomi Hideyoshi et Tokugawa Ieyasu, Yoshimune reste fidèle au premier et tente de reprendre par les armes sa province de Bungo pour le compte d'Hideyoshi. Après avoir remporté la bataille d'Ishigakibaru (ja), Yoshimune est finalement battu par Kuroda Yoshitaka et Hosokawa Tadaoki. Il se rend et est emprisonné par le clan Tokugawa.

### Mort
Après l'établissement du shogunat Tokugawa, Yoshimune est condamné à s'exiler dans le domaine de Shishido. Il y meurt le 2 septembre 1610, à 53 ans. Son fils aîné, Ōtomo Yoshinori (ja), passe au service des shoguns Tokugawa en tant que hatamoto, ce qui permet au clan Ōtomo de conserver un certain prestige tout au long de l'époque d'Edo.